# Пизано, Сесилио
Сесилио Пизано (исп. Cecilio Pisano; 21 ноября 1917, Монтевидео — 25 апреля 1945, Генуя) — уругвайский футболист с итальянским гражданством, игравший на позиции полузащитника. Известен по выступлениям за клуб «Лигурия».

## Карьера
Пизано начинал заниматься футболом на родине. Он провёл несколько сезонов в чемпионате Уругвая за «Пеньяроль». В 1937 году уругваец приехал в Италию, где стал игроком команды «Лигурия». Сесилио дебютировал в Серии А 19 сентября того же года в игре против «Ромы» (итоговый счёт — 1:1). Всего же в свой первый сезон он сыграл 3 матча в итальянском чемпионате. Сезон 1938/39 Пизано был арендован «Санремезе» из Серии Б. Вернувшись из аренды, он продолжил выступления за «Лигурию». По итогам сезона 1939/40 коллектив из Генуи занял предпоследнее место в Серии А и вылетел во вторую лигу страны. Однако уругвайский футболист остался в команде и помог ей в сезоне 1940/41 занять первую строчку в таблице Серии Б, что означало возвращение в высший дивизион. Сесилио Пизано завершил карьеру игрока в 1944 году. На тот момент в его активе был 121 матч в составе «Лигурии» (4 гола).

## После окончания карьеры
В годы Второй мировой войны Пизано подружился с полковником СС, вскоре они стали близкими друзьями. Во время оккупации Сесильо получил должность консула Уругвая в Генуе, и на него началась охота со стороны антифашистов. По городу начали ездить автомобили, из которых выкрикивались призывы предоставить информацию о его местонахождении. В 1945 году бывший футболист был найден партизанами в одном из районов города и 25 апреля доставлен на допрос. Согласно одним источникам, Пизано совершил самоубийство, выбросившись из окна здания на площади Победы во время допроса. По другим данным, Пизано сбросили вниз, когда он уже был мёртв.